# Dallas Cowboys 1980
La stagione 1980 dei Dallas Cowboys è stata la 21ª della franchigia nella National Football League. La squadra terminò al secondo posto nella division, venendo eliminata nella finale della NFC per il primo di tre anni consecutivi.

## Calendario

### Stagione regolare
| Turno | Data       | Avversario             | Risultato | Pubblico |
| ----- | ---------- | ---------------------- | --------- | -------- |
| 1     | 8/9/1980   | at Washington Redskins | V 17–3    | 55,045   |
| 2     | 14/9/1980  | at Denver Broncos      | S 41–20   | 74,919   |
| 3     | 21/9/1980  | Tampa Bay Buccaneers   | V 28–17   | 62,750   |
| 4     | 28/9/1980  | at Green Bay Packers   | V 28–7    | 54,776   |
| 5     | 5/10/1980  | New York Giants        | V 24–3    | 59,126   |
| 6     | 12/10/1980 | San Francisco 49ers    | V 59–14   | 63,399   |
| 7     | 19/10/1980 | at Philadelphia Eagles | S 17–10   | 70,696   |
| 8     | 26/10/1980 | San Diego Chargers     | V 42–31   | 60,639   |
| 9     | 2/11/1980  | at St. Louis Cardinals | V 27–24   | 50,701   |
| 10    | 9/11/1980  | at New York Giants     | S 38–35   | 68,343   |
| 11    | 16/11/1980 | St. Louis Cardinals    | V 31–21   | 52,567   |
| 12    | 23/11/1980 | Washington Redskins    | V 14–10   | 58,809   |
| 13    | 27/11/1980 | Seattle Seahawks       | V 51–7    | 57,540   |
| 14    | 7/12/1980  | at Oakland Raiders     | V 19–13   | 53,194   |
| 15    | 15/12/1980 | at Los Angeles Rams    | S 38–14   | 65,154   |
| 16    | 21/12/1980 | Philadelphia Eagles    | V 35–27   | 62,548   |

### Playoff
| Turno      | Data       | Avversario             | Risultato | Pubblico |
| ---------- | ---------- | ---------------------- | --------- | -------- |
| Wild Card  | 28/12/1980 | Los Angeles Rams       | V 34–13   | 64,533   |
| Division   | 4/1/1981   | at Atlanta Falcons     | V 30–27   | 60,022   |
| Conference | 11/1/1981  | at Philadelphia Eagles | S 20–7    | 70,696   |